# Ambasada Irlandii w Polsce
Ambasada Irlandii w Polsce (irl. Ambasáid na hÉireann sa Pholainn, ang. Embassy of Ireland) – irlandzka placówka dyplomatyczna znajdująca się w Warszawie przy ul. Mysiej 5.

## Podział organizacyjny
W skład ambasady wchodzi:
- Biuro Handlowe – Przedstawicielstwo agencji Enterprise Ireland

## Siedziba
Polska nie utrzymywała stosunków dyplomatycznych z Irlandią w okresie międzywojennym.
Stosunki na szczeblu ambasad ustanowiono w 1976. W latach 1977–1990 w Warszawie była akredytowana ambasada Irlandii z siedzibą w Sztokholmie. W Warszawie rząd Irlandii otworzył ambasadę w 1990 z siedzibą w hotelu Marriott w Al. Jerozolimskich 65/79, która następnie mieściła się przy ul. Lenartowicza 18 (1991–1996), ul. Humańskiej 10 (2001–2004), od 2004 w budynku wzniesionym w 2003 na miejscu b. siedziby Głównego Urzędu Kontroli Prasy, Publikacji i Widowisk przy ul. Mysiej 5.
Biuro Handlowe - przedstawicielstwo ówczesnego Irlandzkiego Zarządu Handlu (ang. The Irish Trade Board) powstało w 1989 przy ul. Wernyhory 1, który w 1998 został przekształcony w agencję Enterprise Ireland; następnie mieściło przy ul. Humańskiej 10 (2001–2004), a od 2004 przy ul. Mysiej 5.
Rezydencja ambasadora Irlandii mieści się w zabytkowym Domku Holenderskim przy placu Trzech Krzyży 4/6.